# Grenadatopptyrann
Grenadatopptyrann (Myiarchus nugator) är en fågel i familjen tyranner inom ordningen tättingar.

## Utbredning och systematik
Fågeln förekommer i södra Små Antillerna (Saint Vincent, Grenadinerna och Grenada). Den behandlas som monotypisk, det vill säga att den inte delas in i några underarter.

## Status
IUCN kategoriserar arten som livskraftig.